# Rudolf Piehlmayer

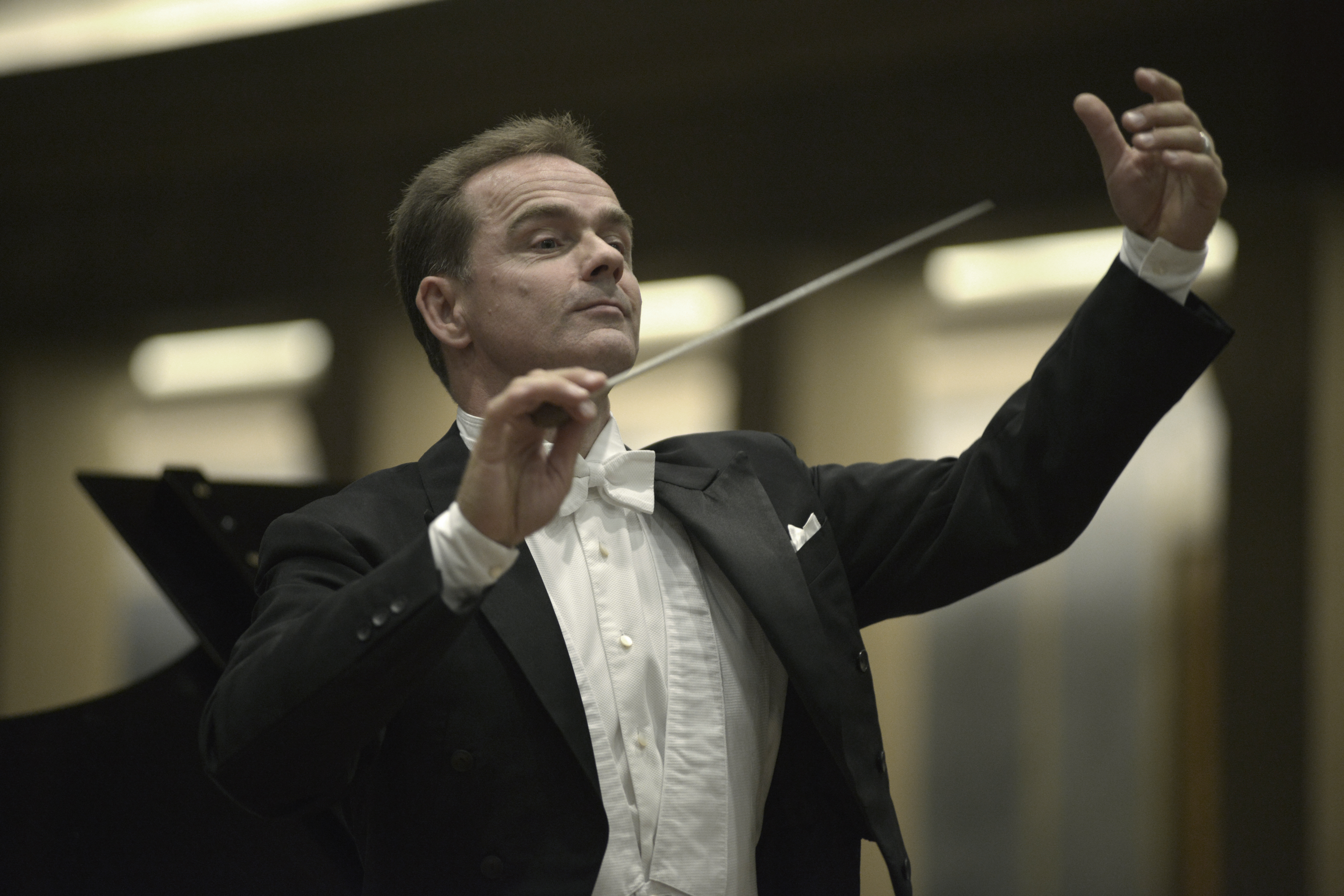
Rudolf Piehlmayer im Herkulessaal der Residenz in München (2012)

Rudolf Piehlmayer (* 24. August 1961 in Straubing) ist ein deutscher Dirigent und Musiker.

## Leben
Piehlmayer machte 1981 am St.-Gotthard-Gymnasium in Niederalteich das Abitur. Anschließend leistete er seinen Wehrdienst beim Heeresmusikkorps IV in Regensburg und studierte darauf Schulmusik LAG (Klavier bei Herbert Spitzenberger), Hauptfach Klarinette bei Gerd Starke und Dirigieren bei Hermann Michael an der Hochschule für Musik und Theater München. Dort erhielt er zudem Meisterkurse bei Leonard Bernstein und Sergiu Celibidache.
Nach seinem Stipendiat an der Orchesterakademie der Deutschen Oper Berlin war er vier Jahre Soloklarinettist bei den Berliner Symphonikern, bis er 1991 als Solorepetitor vom Theater Regensburg engagiert und dort zum Ersten Kapellmeister und in Folge zum stellvertretenden Generalmusikdirektor ernannt wurde. 1999 übernahm er kurzfristig für Marcello Viotti die Uraufführung von Gisbert Näthers Der kleine Prinz mit Mario Adorf und dem Orchester der Deutschen Oper Berlin. Dort wurde er zu weiteren Gastdirigaten eingeladen. So leitete er Orffs Carmina Burana, Mozarts Zauberflöte, Glucks Orfeo ed Euridice und Wagners Der fliegende Holländer.
In der Spielzeit 2001/02 leitete er als Erster Dirigent am Theater St. Gallen Donizettis La fille du régiment, Puccinis La Bohème und Smetanas Die verkaufte Braut.
Von 2002 bis 2009 war Piehlmayer Generalmusikdirektor des Staatstheaters Augsburg und Leiter der Sinfoniekonzerte der Augsburger Philharmoniker. Mit der Wiederaufnahme von Richard Strauss’ Der Rosenkavalier debütierte er im Januar 2002 mit dem Gewandhausorchester an der Oper Leipzig. Im Rahmen der Salzburger Kulturtage 2004 dirigierte er Strauss’ Salome im Festspielhaus Salzburg mit dem Mozarteumorchester Salzburg.
Im Juli 2005 leitete Rudolf Piehlmayer mit den Augsburger Philharmonikern die Augsburger Erstaufführung von Gustav Mahlers 8. Sinfonie anlässlich der 450-Jahr-Feier des Augsburger Religionsfriedens. Im August des gleichen Jahres wurde er zu den Herrenchiemsee Festspielen durch Intendant Enoch zu Guttenberg eingeladen, die Sinfonia Varsovia mit Werken von Strauss, Wagner und Berlioz zu dirigieren.
Von 2007 bis August 2010 war er Principal Guest Conductor der Oper Leipzig und leitete in dieser Zeit über 80 Vorstellungen, wie die Wiederaufnahmen von Mozarts Zauberflöte, Puccinis Manon Lescaut, Adams Giselle, Tschaikowskys Der Nussknacker, Verdis La Traviata, sowie weitere Vorstellungen von Bizets Carmen, Orffs Carmina Burana und Humperdincks Hänsel und Gretel.
Im Januar 2011 leitete er die Premiere von Massenets Werther am Theater Magdeburg. Bei den Eutiner Festspielen 2011 war er für die musikalische Leitung von Mozarts Don Giovanni und Humperdincks Hänsel und Gretel verantwortlich.
An der Den Norske Opera & Ballett Oslo eröffnete er in einer Co-Produktion mit dem Institute of National Performing Arts Beijing und der Hongkong Opera die Spielzeit 2011/12 mit der Premiere von Mozarts Zauberflöte unter der Regie von Paul Curran. Im September 2012 leitete er in drei Konzerten die Süddeutschland-Tournee der Musashino Akademia Musicae in Tokio u. a. mit Beethovens Klavierkonzert Nr. 3 und Tschaikowskys 6. Sinfonie.
Piehlmayer arbeitet u. a. an internationalen Musikhochschulen wie der Norwegischen Musikhochschule in Oslo, dem Conservatoire de Rouen in Frankreich und seit 2014 regelmäßig als Gastprofessor an der Musashino Academia Musicae in Tokio.
Mit dem Orchestre National du Bretagne Rennes und dem Orchestre de l’Opéra Rouen Haut-Normandie verbindet ihn seit 2014 eine enge Zusammenarbeit. Als Gast dirigiert er regelmäßig an der Opéra de Rennes, dem Grand Théatre Angers und der Opéra Graslin in Nantes mit dem Orchestre National de Pays de la Loire (ONPL).
Seit August 2022 leitet Piehlmayer das Gebirgsmusikkorps der Bundeswehr in Garmisch-Partenkirchen als Reservist.

## Auszeichnungen
- 1986 Förderpreisträger des Carl-Maria-von-Weber-Wettbewerbs für Klarinette in München
- 1986 Preisträger des Felix-Mottl-Wettbewerbs für Klarinette in München
- 1987 Preisträger beim Internationalen Weber-Wettbewerb für Klarinette in Warschau
- 1994 Bayerischer Staatsförderpreis für junge Dirigenten
- 2005 Sonderpreis des Augsburger Theaterpreises für die Aufführung Gustav Mahlers 8. Sinfonie (Sinfonie der Tausend) im Curt-Frenzel-Stadion

## Diskografie (Auswahl)
- Hans Koessler: Passacaglia-Violinkonzert (1924) Weltersteinspielung und Produktion mit dem Bayerischen Rundfunk und den Nürnberger Symphonikern, Solist: Fedor Rudin, Violine, September 2023
- Emmanuel Moòr, Konzert für zwei Violoncelli und Orchester D-Dur op. 69, gewidmet Pablo Casals und Guilhermina Suggia [David Stromberg (Cello), Sebastian Hess (Cello), Nürnberger Symphoniker, Rudolf Piehlmayer (Dirigent)] (Oehms Classics OC 1704, Co-Production with BR-Klassik), 2019
- Gulda meets Shostakovich – Friedrich Gulda – Konzert für Cello und Blasorchester,  Kleinhapl (Cello), Dimitri Shostakovich – Suiten für Cello und Blasorchester (arr. Alexander Wagendristel) Friedrich Kleinhapl (Cello), Wiener Concert Verein, Dirigent Rudolf Piehlmayer, ARS Produktion / 4 260052 382721
- David Philip Hefti, ROTAS – Konzert für Oboe und Orchester, Thomas Indermühle (Oboe / Oboe d’amore), Augsburger Philharmoniker, Rudolf Piehlmayer, World Premiere Recordings, NEOS 11016
- Fantasia Italiana, Ausschnitte aus Werken von Antonio Pasculli, Christoph Hartmann (Oboe / Englischhorn), Augsburger Philharmoniker, Rudolf Piehlmayer, Warner Classics (3799442) in Co-Produktion mit dem Bayerischen Rundfunk 2007, Neuauflage 2017
- Eugen d’Albert, Die Schwarze Orchidee, Augsburger Philharmoniker, Rudolf Piehlmayer, Solisten des Theater Augsburg, Ersteinspielung 2003
- Ravel / Schmitt, Ma mére l’oye, Crespino und König Tulipan, Augsburger Philharmoniker, Rudolf Piehlmayer Cavalli CCD 425
- Trio Giocoso, Rudolf Piehlmayer (Klarinette), Otto Kronthaler (Bassetthorn), Maria-Barbara Nytsch (Klavier), Werke von Schmitt, Poulenc, Schumann, Mendelssohn-Bartholdy, Ambitus 97875
- Bassetthornkonzerte, Otto Kronthaler (Bassetthorn), Radio-Sinfonie-Orchester Krakau, Ambitus 97933